# José Diéguez Reboredo
José Diéguez Reboredo (ur. 25 kwietnia 1934 w Touro, zm. 18 lipca 2022 w Santiago de Compostela) – hiszpański duchowny rzymskokatolicki, biskup diecezjalny Osmy-Sorii w latach 1984–1987, biskup diecezjalny Ourense w latach 1987–1996, biskup diecezjalny Tui-Vigo w latach 1996–2010, od 2010 biskup senior diecezji Tui-Vigo.

## Życiorys
Urodził się 25 kwietnia 1934. 13 sierpnia 1961 został wyświęcony na prezbitera.
1 września 1984 został mianowany biskupem diecezjalnym diecezji Osmy-Sorii. Święcenia biskupie przyjął 28 października 1984. Konsekrował go arcybiskup Antonio Innocenti, nuncjusz apostolski w Hiszpanii, któremu asystowali Ángel Suquía Goicoechea, arcybiskup metropolita Madrytu, i Teodoro Cardenal Fernández, arcybiskup metropolita Burgos.
15 maja 1987 został przeniesiony na urząd biskupa diecezjalnego diecezji Ourense, a 7 czerwca 1996 na stanowisko biskupa diecezjalnego diecezji Tui-Vigo. 28 stycznia 2010 została przyjęta jego rezygnacja z zajmowanego urzędu.
Był współkonsekratorem podczas sakry biskupa diecezjalnego Astorgi Camila Lorenza Iglesiasa (1995), a także biskupów diecezjalnych Ourense: Carlosa Osoro Sierry (1997) i Leonarda Lemosa Montaneta (2012).